# Вессам Абу-Алі
Вессам Абу-Алі (араб. وسام هيثم محمد أبو علي, нар. 4 січня 1999, Ольборг) — палестинський і данський футболіст, нападник єгипетського клубу «Аль-Аглі» та національної збірної Палестини. Виступав також за низку данських клубів. Дворазовий чемпіон Єгипту, володар Суперкубка Єгипту та переможець Ліги чемпіонів КАФ.

## Клубна кар'єра
Вессам Абу-Алі народився 1999 року в місті Ольборг, та є вихованцем футбольної школи місцевого клубу «Ольборг». У 2018 році Абу-Алі розпочав грати в основній команді клубу, проте гравцем основного складу не став, і в 2019 році керівництво клубу віддало гравця в оренду до клубу «Вендсюссель». У 2020 році нападник став гравцем клубу «Сількеборг», проте в ньому високою результативністю не відзначився, і в 2021 році знову стає гравцем клубу «Вендсюссель», у якому був одним із кращих бомбардирів. У 2023 році нападник палестинського походження грав у складі шведського клубу «Сіріус» (Уппсала), де також відзначився бомбардирськими здібностями, забивши 10 голів у 16 проведених за клуб матчах.
На початку 2024 року Вессам Абу-Алі перейшов до єгипетського клубу «Аль-Аглі». У складі каїрського клубу палестинець відразу став лідером атаки команди, і в неповному сезоні 2023—2024 років нападник став кращим бомбардиром чемпіонату Єгипту. У складі команди футболіст став дворазовим чемпіоном Єгипту, володарем Суперкубка Єгипту та переможцем Ліги чемпіонів КАФ.

## Виступи за збірні
У 2016 році Вессам Абу-Алі дебютував у складі юнацької збірної Данії, і до 2019 року грав у юнацьких збірних Данії різних вікових груп, загалом на юнацькому рівні взяв участь у 9 іграх, відзначившись одним забитим голом.
У 2024 році Абу-Алі вирішив змінити футбольне громадянство на користь своєї історичної батьківщини, і дебютував у складі національної збірної Палестини. Станом на кінець червня футболіст зіграв у складі національної збірної 10 матчів, у яких відзначився 4 забитими голами.

## Титули і досягнення

### Командні
- Чемпіон Єгипту (2):

«Аль-Аглі»: 2023—2024, 2024—2025
- Володар Суперкубка Єгипту (1):

«Аль-Аглі»: 2024
- Переможець Ліги чемпіонів КАФ (1):

«Аль-Аглі»: 2023–2024

### Особисті
- Кращий бомбардир чемпіонату Єгипту: 2023—2024 (18 голів)